# سابيندارا شاريثا
سابيندارا شاريثا (5 يناير 1992 ببوخارا في نيبال - ) هو لاعب كرة قدم نيبالي في مركز الدفاع. شارك مع منتخب نيبال لكرة القدم. أما مع النوادي، فقد لعب مع Manang Marshyangdi Club ‏.

## وصلات خارجية
- سابيندارا شاريثا على موقع قاعدة بيانات كرة القدم.إي يو (الإنجليزية)
- سابيندارا شاريثا على موقع ناشيونال فوتبول تيمز (الإنجليزية)